# Autostrada A1 (Macedonia del Nord)
L'autostrada A1, denominata anche Prijatelstvo – «amicizia», è un'autostrada della Macedonia del Nord, che attraversa il Paese da nord a sud.
Costruita in epoca jugoslava come parte dell'Autostrada della Fratellanza e dell'Unità, e in seguito portata a standard autostradali moderni, è parte dell'itinerario europeo E75.